# Беклешов, Сергей Андреевич
Серге́й Андре́евич Беклешов (1752—1803, Николаев) — генерал-лейтенант, военный губернатор Архангельска и Николаева. Отец Н. С. Беклешова.

## Биография
Происходил из дворян Псковской губернии Беклешовых. Родился в 1752 году. Его братья: Николай, Александр и Алексей также дослужились до генеральских чинов.
Одиннадцати лет от роду он был отдан в сухопутный кадетский корпус, откуда в 1773 году был выпущен подпоручиком в Шлиссельбургский пехотный полк и в его рядах принял участие в войне с турками, причём в 1773 году находился в Архипелагской экспедиции.
С 1778 по 1785 годы Беклешов состоял в штабе графа Брюса, сначала в должности флигель-адъютанта, а потом генерал-адъютанта. С 1785 по 1791 год в чине подполковника служил в Невском пехотном полку, принимал участие в шведской войне (1789 и 1790 гг.).
Произведённый в 1791 году в полковники, он был назначен командиром Курского пехотного полка, с которым принял участие в польской войне 1794 г; 26 мая в составе отряда генерала Денисова участвовал в бою под Щекоцинами. За отличие в этом сражении Беклешов был награждён золотой шпагой с надписью «За храбрость». В битве при Мацеёвицах Беклешов с своим полком принимал деятельное участие и за отличие был награждён орденом Св. Владимира 3-й степени. Затем он участвовал во взятии Праги, в составе 5-й колонны — генерал-майора Тормасова, штурмовавшей восточный фронт. В реляции об этом штурме Суворов, перечисляя наиболее отличившихся, указывал и на полковника Беклешова, командовавшего двумя батальонами и резервом 5-й колонны — наградой Беклешову стал орден Св. Георгия 4-го класса.
В 1797 году С. А. Беклешов был произведён в генерал-майоры с назначением комендантом крепости Кронштадта, а в следующем году был переименован в действительные статские советники с назначением в Коллегию иностранных дел. Затем, оставаясь в коллегии, он был назначен членом Главного почтового управления.
В начале 1799 года он был переименован в генерал-лейтенанты с назначением членом Военной коллегии. Вскоре был назначен комендантом г. Фридрихсгама и шефом местного гарнизонного полка, а через два года после этого был переведён архангельским военным губернатором и шефом архангелогородского гарнизонного полка.
В январе 1803 года был назначен николаевским военным губернатором и инспектором крымской инспекции; в этой должности он и скончался 3 (15) октября 1803 года.